# Samuel Taylor Coleridge
Samuel Taylor Coleridge (/ˈkoʊləˌrɪdʒ/; Ottery St Mary, 21 ottobre 1772 – Highgate, 25 luglio 1834) è stato un poeta, critico letterario e filosofo britannico.

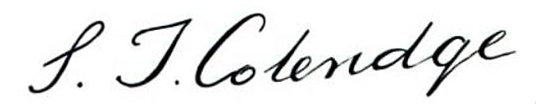
Firma di Coleridge

È considerato insieme all'amico e poeta William Wordsworth tra i fondatori del Romanticismo inglese, in particolare per la cura e la pubblicazione, nel 1798, del volume Ballate liriche (Lyrical Ballads), nonché un precursore dell'idealismo britannico.
Tra le sue opere più celebri si ricordano il poema narrativo La ballata del vecchio marinaio (The Rime of the Ancient Mariner), e l'opera in prosa Biographia Literaria.

## Biografia

### Giovinezza
Samuel Taylor Coleridge nacque il 21 ottobre 1772 a Ottery St Mary, piccolo villaggio tra le colline del Devon.
I genitori erano il Reverendo John Coleridge (1718–1781), un rispettatissimo vicario e Anne Bowden (1726–1809). Coleridge nella sua fanciullezza non traeva godimento «dagli sport per i maschi»; al contrario, la letteratura era già una consolazione e una passione, tanto che lo scrittore racconterà di aver passato giornate a leggere «ininterrottamente». Suo padre morì quando aveva solo nove anni. L'anno successivo, il 28 marzo 1782, ottenne un posto gratuito presso la scuola del Christ's Hospital, a Londra. Qui, sotto la guida di Boyer, il giovinetto iniziò a leggere i grandi classici e a comporre i primi versi in greco, latino e inglese. Nonostante l'avversione di Coleridge per i normali piaceri della gioventù, furono in molti a rimanere affascinati dal suo carisma, primo fra tutti un giovane Charles Lamb, che fu legato a Samuel da un saldo vincolo di amicizia: Lamb avrebbe poi ricordato l'amico in due saggi, Recollections of Christ's Hospital e Christ's Hospital 35 years ago.

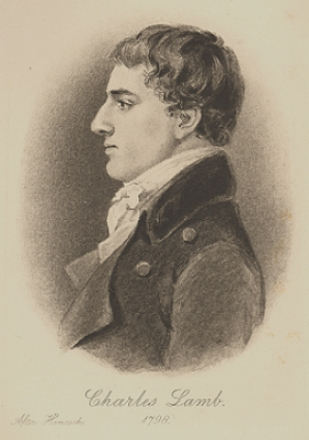
Charles Lamb (qui raffigurato) e Coleridge furono subito legati da un saldo vincolo di amicizia.

Coleridge ci descrive minuziosamente gli anni trascorsi al Christ's Hospital nella sua Biographia Literaria, dando molto rilievo alla figura del suo insegnante, Boyer:
Nonostante la sua severità, Boyer ammirava moltissimo la fervente intelligenza dell'allievo, che già a sedici anni divorava libri di medicina, metafisica e poesia: la sua fame di letture lo fece venire a contatto anche con il 'Dizionario filosofico di Voltaire e con il neoplatonismo.
Uscito dal Christ's Hospital, Coleridge vinse una borsa di studio per il Jesus College, a Cambridge, dove entrò nel settembre 1791. Qui vinse un premio per un'ode saffica che scrisse per denunciare la tratta degli schiavi; ciononostante, il giovane Samuel mal tollerava l'ambiente accademico, tanto che - nonostante la fama di eloquente scrittore di cui godeva tra i camerati - decise di lasciare l'università nel dicembre 1793, entrando tra i Dragoni del Re sotto il falso nome di «Silas Tomkyn Comberbacke». Questo accesso di sconforto, oltre agli studi inconcludenti, è forse dovuto anche all'amore non corrisposto per Mary Evans, di cui si infatuò nel 1788. Coleridge era tuttavia inadatto alla carriera militare: una volta esonerato (con l'aiuto economico dei fratelli) fece ritorno a Cambridge, sempre al Jesus College, dove però non riuscì a prendere nessun diploma.

### Nel Somerset
All'università Coleridge promosse delle istanze politiche all'epoca considerate radicali, abbracciando anche l'ideologia del poeta Robert Southey, che conobbe a Oxford. Con Southey, Samuel si interessò all'idea di fondare un'utopica società: la «pantisocrazia», secondo cui «dodici gentiluomini di buona educazione e di princìpi liberali avrebbero dovuto imbarcarsi con dodici dame», per fondare una comunità ideale nelle selvagge foreste della Pennsylvania, e poi (meno ambiziosamente) nel Galles. Per finanziare il loro progetto, Coleridge e Southey iniziarono a tenere una serie di conferenze nell'Inghilterra occidentale, tentando anche il giornalismo (tanto che Coleridge scrisse alcuni sonetti politici per il Morning Chronicle). A porre fine a questa repubblica visionaria vi fu tuttavia la rinuncia da parte di Southey, che accantonò definitivamente il progetto; ne sorse un dissenso che, pur essendo di breve durata, compromise definitivamente la loro amicizia. Nonostante il dissidio con Southey, piaga che non fu mai totalmente risanata, Coleridge finì per sposarne la cognata, Sarah Fricker, con la quale si unì in matrimonio nell'ottobre del 1795, e da cui ebbe quattro figli: Sara, Hartley, Derwent e Berkeley (quest'ultimo morto piccolo nel 1799).
Con Fricker, Coleridge andò ad abitare a Clevedon prima e a Bristol poi, dove un editore già si era offerto per comprare alcuni suoi componimenti. Qui, per guadagnarsi da vivere, il poeta fondò un giornale cristiano-radicale, The Watchman (Il Guardiano), di effimera durata, tanto che fu chiuso dopo dieci numeri (marzo-maggio 1796). Disilluso da questo e altri fallimenti (vennero meno anche i tentativi di divenire precettore e di dirigere il Morning Chronicle), Coleridge decise di trasferirsi a Nether Stowey, nel Somerset, in una villa rustica che oggi porta il suo nome (il Coleridge Cottage).
Dopo il trasferimento di Coleridge, ebbero inizio degli anni che furono fecondissimi non solo per la sua vita, ma per l'intera storia della letteratura inglese. Fu proprio a Racedown (Dorsetshire), nel giugno 1797, che iniziò a frequentare William Wordsworth e la sorella Dorothy, già incontrati due anni prima a Bristol. Il rapporto fra Samuel e William si intensificò quando i Wordsworth si trasferirono a Alfoxden, a cinque chilometri da Nether Stowey, dove i due poeti vissero in contatto quasi quotidiano. Non è esagerato affermare che, grazie a questo sodalizio, i due raggiunsero il pieno della propria maturazione poetica: entrambi, infatti, coltivavano la stessa idea ontologica di poesia, tesa a ricercarne l'origine. Insieme progettarono di rivoluzionare la poetica dell'epoca, facendola avvicinare di più alla natura: sotto questi influssi nacquero le Ballate liriche (Lyrical Ballads), raccolta di poesie scritte da entrambi. Coleridge contribuì alla stesura di questo volume con le poesie The Nightingale, con una scena del dramma Osorio ma soprattutto con La ballata del vecchio marinaio, felicissimo poemetto che divenne poi il manifesto del Romanticismo inglese. Frattanto, il poeta era impegnato anche nella redazione di Kubla Khan e della prima parte di Christabel, con altri lavori già conclusi ed inviati al Morning Post (come Fears in Solitude e la Ode to France).

### La Germania e il Lake District
(Coleridge, Dejection: An Ode)

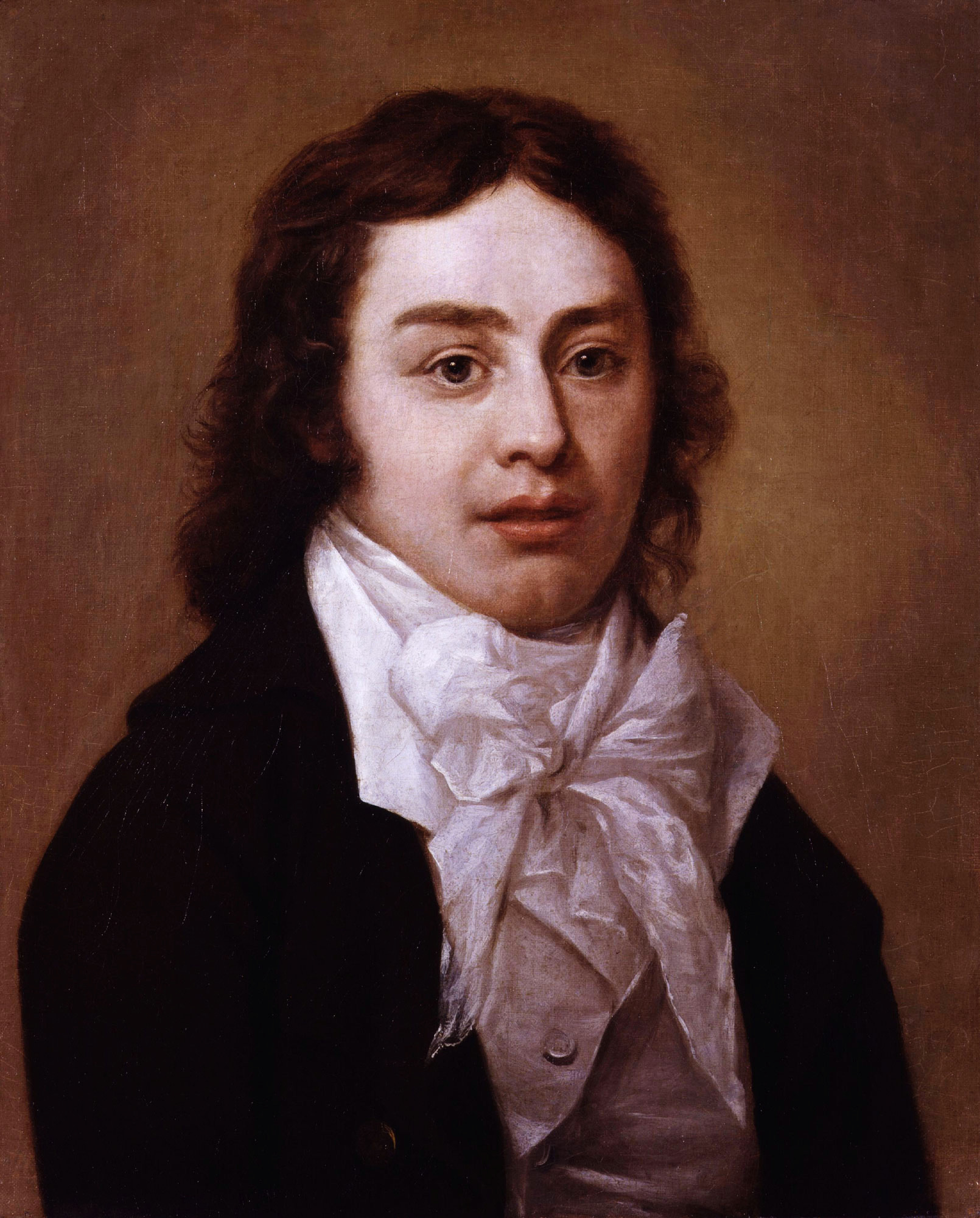
Coleridge nel 1795: olio su tela (559 × 457 mm) di Peter Vandyke, custodito presso la National Gallery a Londra

Coleridge nel 1798 si trasferì nello Shropshire. A Shrewsbury conobbe William Hazlitt, che rimase incantato dal suo carisma: «Non avrei potuto essere più felice se avessi udito la musica delle sfere», scrisse più tardi nel suo saggio La mia prima conoscenza con i poeti (My First Acquaintance with Poets) «Poesia e Filosofia si erano incontrate insieme. Verità e Genio si erano abbracciati, sotto l'occhio e con la sanzione della religione». In effetti, le «immagini variopinte» e le «allusioni pittoresche» di Hazlitt furono profondamente influenzate da Coleridge, che espresse un sincero interesse per le sue idee filosofiche in germe, e quindi le incoraggiò apertamente. Le loro strade si divisero quando, nel 1798, John e Josiah Wedgewood offrirono a Coleridge uno stipendio di 150 sterline l'anno (circa 13.000 sterline al giorno d'oggi, al netto dell'inflazione), a condizione che rinunciasse alle proprie ambizioni politiche.
Nell'autunno del 1798, Coleridge partì con Wordsworth per la Germania. Appena arrivati sul suolo teutonico i due si divisero: Coleridge si diresse verso Gottinga, dove iniziò a studiare la filosofia e la filologia tedesca. Gli uomini di pensiero prediletti erano Gotthold Lessing ma soprattutto Immanuel Kant, il cui pensiero trascendentale e critico influenzò non poco l'operato di Coleridge in quegli anni. Il giugno successivo fece ritorno in Somerset, per poi stabilirsi con Wordsworth a Londra; nella capitale, il poeta tradusse in lingua inglese la trilogia del Wallenstein di Schiller, proseguendo nel frattempo la propria carriera giornalistica presso il Morning Post. Sebbene eccellesse come cronista, Coleridge trovava questo mestiere dozzinale, se non addirittura noioso; questo astio verso il giornalismo, unito al desiderio di compagnia del Wordsworth, lo indussero a trasferirsi con la famiglia a Keswick, nel Lake District, a circa 13 miglia dalla residenza dell'amico a Grasmere.
Questa permanenza si rivelò sommamente nociva: l'umidità del clima, la crescente dipendenza dall'oppio e i vari dissidi coniugali fecero precipitare Coleridge in un profondo stato di infelicità, che si desume nella sua Dejection: An Ode, dove emerge la pateticità in cui versava lo spirito del poeta. Infatti, dopo aver fatto un bagno nel fiume senza poi fare asciugare gli abiti, Coleridge si ammalò di tonsillite che gli causò una febbre reumatica, all'epoca non curabile efficacemente; i postumi della poliartrite gli lasciarono da allora forti dolori reumatici; per questo cominciò a fare un uso pesante di oppiacei come il laudano dal 1800 in poi, prima sporadico, poi cronico.

### L'abuso di droghe eThe Friend

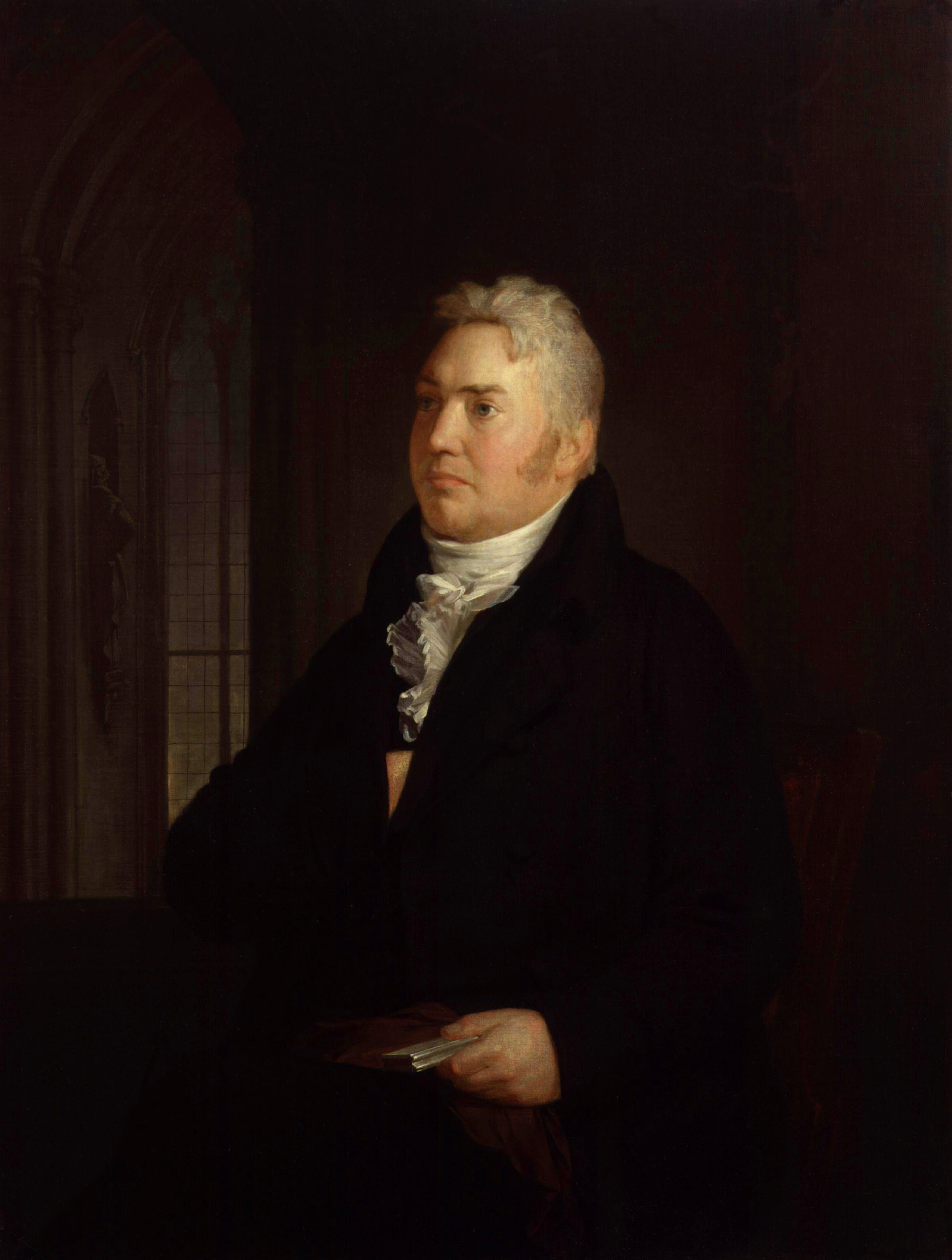
Coleridge a 42 anni: dipinto di Washington Allston (1814)

Ritenendo che fosse proprio il clima inglese a nuocere alla sua salute, Coleridge intraprese un viaggio dalla durata di tre anni (1804-1806) che lo portò a Malta, in Sicilia, a Napoli e a Roma. Il poeta, infatti, nutriva la speranza che il clima più mite del Sud Europa potesse giovare alla sua salute: questa, tuttavia, non migliorò, mentre la dipendenza dall'oppio non fece che peggiorare. Thomas de Quincey, nella sua Recollections of the Lakes and the Lake Poets, ci ricorda anzi che fu proprio in questo periodo che ebbe inizio la sua tossicodipendenza; il salto dall'uso sporadico a quello abituale dell'oppio, apparentemente, avvenne proprio per porre rimedio all'ormai perduto vigore, che tanto fece distinguere il Coleridge nella sua gioventù.
La dipendenza dall'oppio fu a dir poco funesta alla vita di Coleridge. Nel 1808 il poeta si separò di comune accordo con la moglie Sarah, che iniziò a ritenere insopportabile. Nel 1810, invece, Coleridge travisò fatalmente i suggerimenti di Wordsworth rivolti a Basil Montagu, presso il quale Samuel aveva intenzione di stabilirsi; Wordsworth, in realtà, era in buona fede, e voleva solo mettere il Montagu al corrente della tossicodipendenza dell'inquilino. Dall'interpretazione errata del Coleridge sorse un'aspra disputa, che allontanò definitivamente i due amici: i due si pentirono ben presto del litigio, ma nonostante il rammarico le loro relazioni non ripresero mai più l'antica intimità.
Malgrado questi funesti avvenimenti, Coleridge trovò la forza per progettare un altro periodico: The Friend, un settimanale che scriveva a Grasmere e pubblicava a Penrith. Come tuttavia già accadde, il giornale andò incontro a un lungo elenco di iatture, che sfociarono inevitabilmente nella sua sospensione, avvenuta nel marzo 1810. Ciononostante, il periodico contò 27 numeri, ed influenzò anche il pensiero di molti scrittori al di fuori dell'Inghilterra, primo fra tutti Ralph Waldo Emerson.

### Ultimi anni a Londra

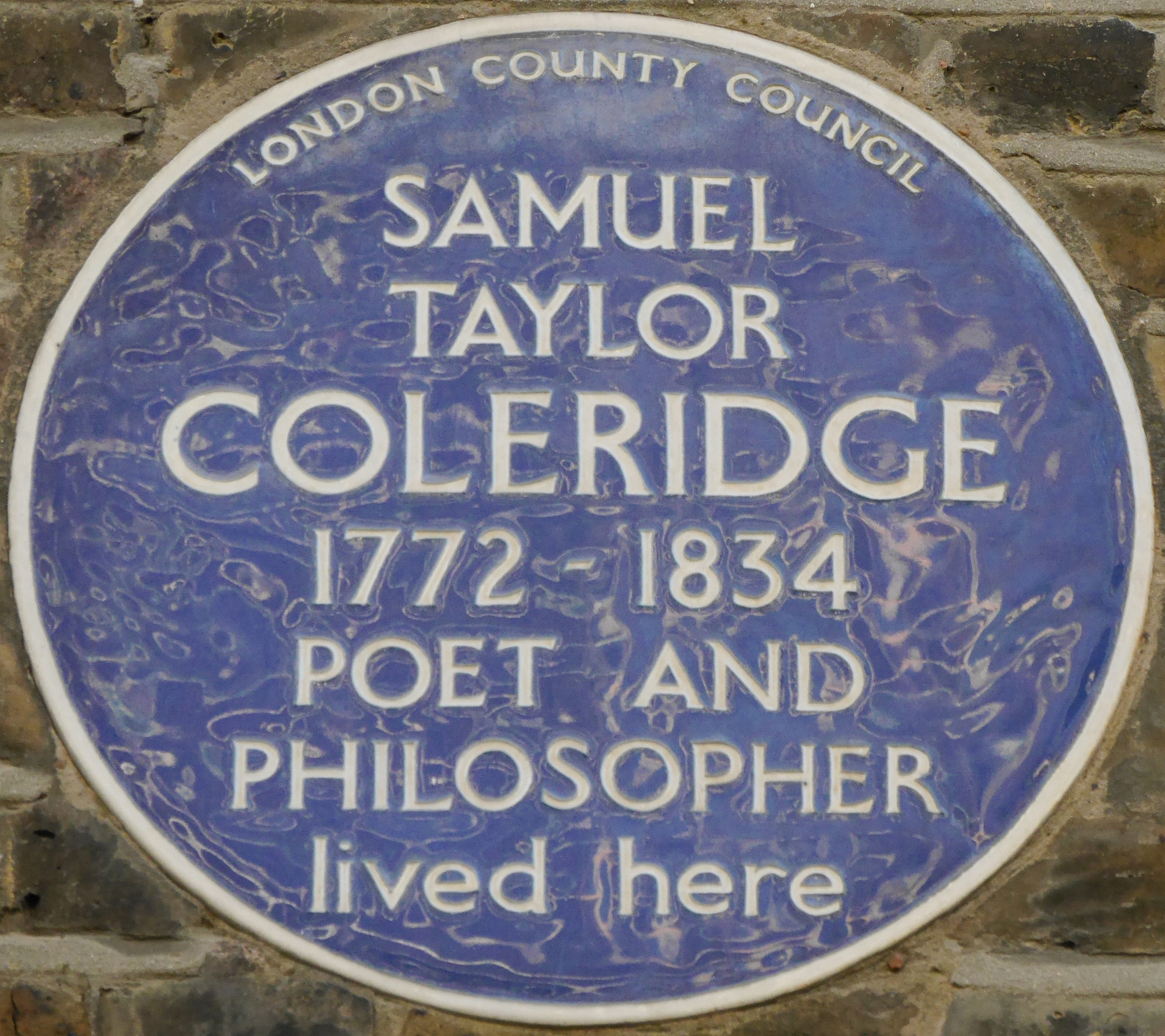
Targa blu al numero 7 di Addison Bridge Place, a Londra

Fra il 1810 e il 1820 Coleridge tenne un ciclo di conferenze a Londra e Bristol, incentrato prevalentemente su Shakespeare e Milton. Gran parte della reputazione letteraria di Coleridge si fonda sulle conferenze del biennio 1810-11, che ottennero un immenso successo: addirittura, la lettura dell'Amleto del 2 gennaio 1812 fu considerata in assoluto la più incisiva mai tenuta. Nella storia della drammaturgia mondiale, infatti, l'Amleto godette spesso di cattiva fama, anche a causa delle feroci critiche di Voltaire e Samuel Johnson; se il culto del capolavoro shakesperiano si ravvivò, fu proprio grazie a Coleridge. A testimoniare il successo che le conferenze riscossero nella Londra letteraria vi fu in primis Lord Byron, che presenziò con gioia all'intero ciclo. Coleridge andava spesso a trovare William Godwin, padre di Mary Wollstonecraft Shelley e campione dell'individualismo anarchico; da lui conobbe i più giovani autori della seconda generazione romantica inglese, ricevendone grande lode: con Percy Shelley, John Keats. Mary Shelley racconta che Coleridge recitò a lei e alla sorellastra Claire Clairmont la Ballata del vecchio marinaio, integralmente con pathos memorabile.
Nel 1816, a séguito d'un suggerimento di Byron, Coleridge dette alle stampe Kubla Khan, Christabel e The Pains of Sleep. Nello stesso anno, causa l'inesorabile decadimento fisico, il poeta si stabilì a Highgate, sobborgo a nord di Londra, presso il farmacista James Gillman e la moglie. Le cure di Gillman ne guarirono del tutto la dipendenza dall'oppio. Frattanto, nella dimora di Highgate (che in seguito diventò una vera e propria mèta di pellegrinaggio letterario, visitata anche da Carlyle ed Emerson), Coleridge terminò la sua massima opera in prosa: la Biographia Literaria (iniziata nel 1815 e terminata nel 1817), strutturata in due volumi contenenti complessivamente 23 capitoli. La materia della Biographia Literaria è in prevalenza autobiografica, con ulteriori dissertazioni su vari argomenti, che spaziano dalla critica letteraria alla sociologia: è il più significativo trattato di estetica romantica. Coleridge intendeva inserire la Biographia Literaria all'interno di un vasto progetto filosofico ma oramai le sue energie creative si stavano esaurendo e fece in tempo a pubblicare solo il volume di Aids to Reflection (1825) e, nel 1830, l'opuscolo On the Constitution of Church and State.
Gli ultimi anni e mesi di vita passarono tra le sue solite sofferenze fisiche e disturbi polmonari, che venivano però alleviate da un folto gruppo di giovani ardenti, interessatissimi alle dissertazioni di Coleridge sulla poesia, sulla filosofia e sulla religione; questi furono fondamentali per diffondere il pensiero del poeta nel XIX secolo. Infine, il 25 luglio 1834 Coleridge spirò a 61 anni nella sua casa a Highgate, stroncato da un attacco cardiaco dovuto a circostanze ignote, ma probabilmente riconducibili alla sua tossicodipendenza o a cardiopatia reumatica seguita alla malattia che lo aveva colpito anni prima.

## Poetica

### La ballata del vecchio marinaio,Christabel, eKubla Khan

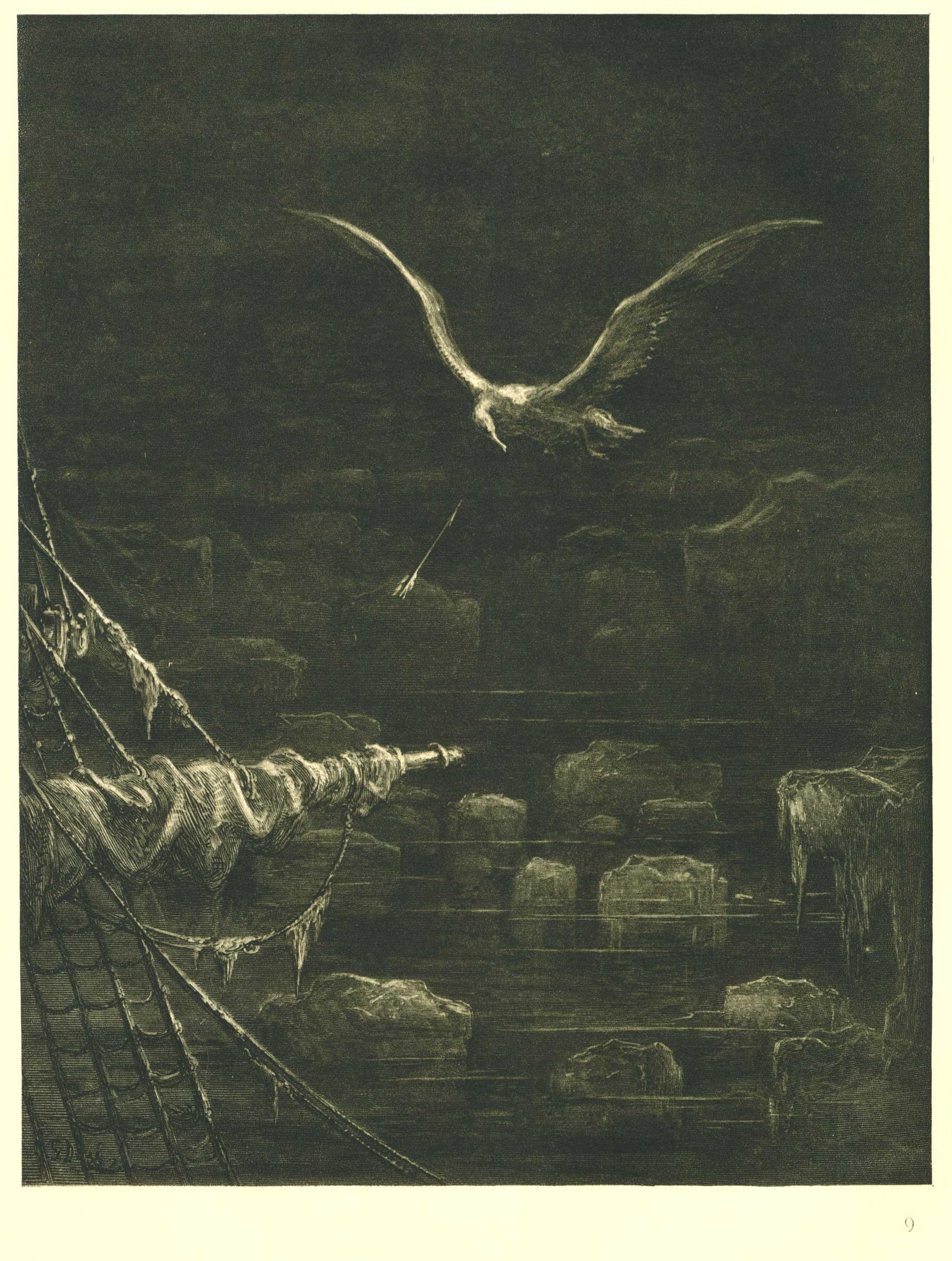
L'Albatro prima di venire ucciso, illustrazione di Gustave Doré

La reputazione di Coleridge come poeta si basa principalmente su tre opere: La ballata del vecchio marinaio, Christabel, e Kubla Khan.
La ballata del vecchio marinaio, come già accennato, rappresenta il contributo più significativo di Coleridge alle Ballate liriche, pubblicate nell'anno 1798 con la collaborazione di Wordsworth. Si tratta di una ballata, divisa in sette parti e strutturata prevalentemente in quartine con schema metrico ABCB; ad essere narrate sono le vicende di un marinaio, vittima di un funesto maleficio dovuto all'uccisione immotivata di un albatro. È proprio con questa suggestiva metafora che Coleridge ci parla di colpa, redenzione e sofferenza, facendo assurgere queste condizioni ad un piano religioso: l'assassinio dell'«uccello pio e di buon augurio», da Coleridge paragonato a «un'anima cristiana», simboleggia un peccato contro la Natura, e quindi contro Dio. Dal punto di vista letterario, la ballata sembra alludere alla vita ed allo scopo dell'artista: colui che, dopo esser stato allontanato dalla ricerca della Verità, viene salvato dal potere dell'immaginazione, e torna per narrare la storia ai propri simili.
thee thus! -
Why look'st thou so?" . With my cross-bow
I shot the Albatross!»
Sparai l'Albatro!»
(La ballata del vecchio marinaio, versi 79-82)
Christabel è un poemetto romantico dal sapore prevalentemente gotico, composto tra il 1798 e il 1800. Nel racconto, rimasto incompiuto, si parla di una bellissima vampira: Christabel, figura ambigua e noumenica con cui Coleridge riflette sugli effetti del male. A essere esaminato, tuttavia, è un male indeterminato, sfumato, dalle origini misteriose; questa interpretazione si riallaccia alle istanze romantiche di cui era imbevuta la poetica di Coleridge, in cui «frammentarietà e incompiutezza sono [...] non soltanto tipici, ma anche necessari perché [...] il poeta romantico tende all'assoluto, e poiché l'Assoluto è inattingibile, ogni tentativo di compiutezza è destinato a fallire».
Kubla Khan è invece un frammento lirico, scritto nel 1797 al risveglio di un sonno pomeridiano causato dalla consumazione di oppio o sonniferi. In questa «fantasia metaletteraria e, al tempo stesso, letteratura» Coleridge descrive Xanadu, città dove si ergeva un fastoso palazzo imperiale, dimora del condottiero Kublai Khan. Questo impeto creativo, volto a descrivere la sua visione onirica, venne interrotto solo a causa dell'improvviso arrivo di «una persona di Porlock», che gli fece dimenticare il resto dei versi (in effetti, il poemetto è incompiuto).
un divino palazzo del godere:

e il fece dove Alfeo, il sacro, scorre,

per le proibite all’uomo, profonde forre

fino a dell’acque scure, sempre nere.

Così assai miglia di dolci terre ambite,

son d’intorno da muri e torri rivestite.

V’era nel campo il riflesso de’ ruscelli

ed eran assai folti l’albero d’incenso

e le foreste, vecchie come monticelli

che il verde circondavan, d’Elio accenso.»

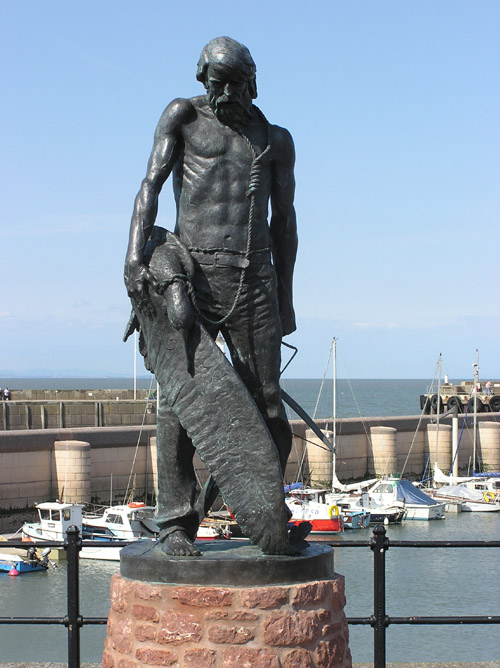
La statua del Vecchio Marinaio a Watchet, Somerset, eretta nel 2003 in onore alla Ballata di Coleridge.

### Le «poesie di conversazione»
- The Eolian Harp (1795)
- Reflections on having left a Place of Retirement (1795)
- This Lime-Tree Bower my Prison (1797)
- Frost at Midnight (1798)
- Fears in Solitude (1798)
- The Nightingale: A Conversation Poem (1798)
- Dejection: An Ode (1802)
- To William Wordsworth (1807)

Gli otto poemi succitati sono stati raggruppati sotto l'effigie di «poesie di conversazione» (o «di meditazione»), in inglese Conversation poems. Il termine venne coniato nel 1928 da George McLean Harper, che decise di estendere il sottotitolo di The Nightingale: A Conversation Poem (1798) anche alle altre sette poesie; in effetti, ciascuno di questi poemi rappresenta una profonda immersione nelle meditazioni di Coleridge sulla vita. Le poesie di conversazione hanno ricevuto una calorosa accoglienza dalla critica, che ha lodato il loro stile meditativo, ma anche la loro «grazia domestica» e «dimessa comunicativa» che rivelano la «pacata schiettezza» dello stile di Coleridge.
Lo stesso Harper ammise che gli otto componimenti rappresentavano una forma di blank verse «molto più armoniosa e agiata di quella di Milton, o di qualsiasi altro poeta precedente a Milton». Pure Robert Koelzer, nel 2006, ebbe modo di notare la fluidità delle poesie di conversazione, che «mantengono un registro linguistico medio, facendo uso di un linguaggio simbolico in grado di essere interpretato come privo di simboli, stridente: un linguaggio che si lascia intendere come una "mera chiacchierata", piuttosto che come una "canzone" euforica».
In tal senso, gli ultimi dieci versi di Frost at Midnight sono stati eletti da Harper come il «migliore esempio del particolare tipo di blank verse scelto da Coleridge, che pur sembrando naturale quanto la prosa, è squisitamente artistico come il sonetto più intricato».

## Critica letteraria

### Biographia Literaria
Coleridge conosceva Dante nel dettaglio, amandolo incondizionatamente e riconoscendo il suo carisma affascinante e misterioso. In effetti, la conferenza che tenne nel 1818 fu importantissima nell'ambito della riscoperta dell'Alighieri da parte dei letterati inglesi. In essa, asserì che «è impossibile capire il genio di Dante e difficile apprezzare la Divina Commedia senza qualche conoscenza degli scolastici del Medioevo»; elogiò inoltre «la vivacità, forza, energia e coordinazione logica» del suo stile. Per quanto riguarda le sue immagini, affermò: «non sono solamente prese direttamente dalla natura stessa, intelligibili a tutti, ma si confondono con quel sentimento universale che si riceve dalla natura e quindi commuovono il cuore di ogni lettore». In breve, Coleridge nelle sue conferenze coprì l'universo dantesco nella sua interezza, dando adeguato spazio e rilievo sia al contesto storico che a quello filosofico.
In aggiunta alla sua opera in versi, la bibliografia di Coleridge comprende anche un'imponente opera in prosa: si tratta della Biographia Literaria, una serie di dissertazioni sulla letteratura pubblicata nel 1817. Infatti, la materia della Biographia è sia autobiografica, con schizzi biografici dell'autore, sia soprattutto critica, con numerosi saggi di erudizione letteraria e filosofica, incentrati su autori come Aristotele, Immanuel Kant, Schelling, opportunamente confrontati con la poetica corrente, soprattutto quella di William Wordsworth. Il carattere frammentario dell'operato di Coleridge, in effetti, fa sì che il poeta si limiti a ripercorrere il tracciato già imposto da altri uomini di pensiero, rinunciando a creare una propria identità filosofica: si pensi che, in realtà, la Biographia Literaria avrebbe dovuto far parte di un grandioso progetto filosofico che Coleridge accarezzava da tempo, ma che mai realizzò.

### Coleridge e le influenze gotiche
Coleridge fu categorico nel definire le proprie istanze letterarie, nella seguente recensione de Il monaco di Matthew Gregory Lewis:
Si tratta tuttavia, di una recensione incoerente, in quanto tutte le opere maggiori di Coleridge (La ballata del vecchio marinaio, Christabel e Kubla Khan) rappresentano una vera e propria esplosione di seduzioni gotiche, che giocano addirittura un ruolo centrale in una delle sue tragedie di maggiore successo commerciale, Il Rimorso (Remorse). Vari furono i letterati influenzati dalla temperie gotica dell'opera di Coleridge: prima fra tutti, Mary Shelley, che nel suo Frankenstein citò La ballata del vecchio marinaio ben due volte. Vennero sottoposti a questi influssi gotici anche Bram Stoker, nella redazione del Dracula, e Edgar Allan Poe.